# Epikastea
Epikastea is een geslacht van kevers uit de familie van de loopkevers (Carabidae). De wetenschappelijke naam van het geslacht is voor het eerst geldig gepubliceerd in 1935 door Liebke.

## Soorten
Het geslacht Epikastea omvat de volgende soorten:
- Epikastea biolat Erwin, 2004
- Epikastea grace Erwin, 2004
- Epikastea limonae Liebke, 1936
- Epikastea mancocapac Erwin, 2004
- Epikastea piranha Erwin, 2004
- Epikastea poguei Erwin, 2004